# Dagmar Häusler

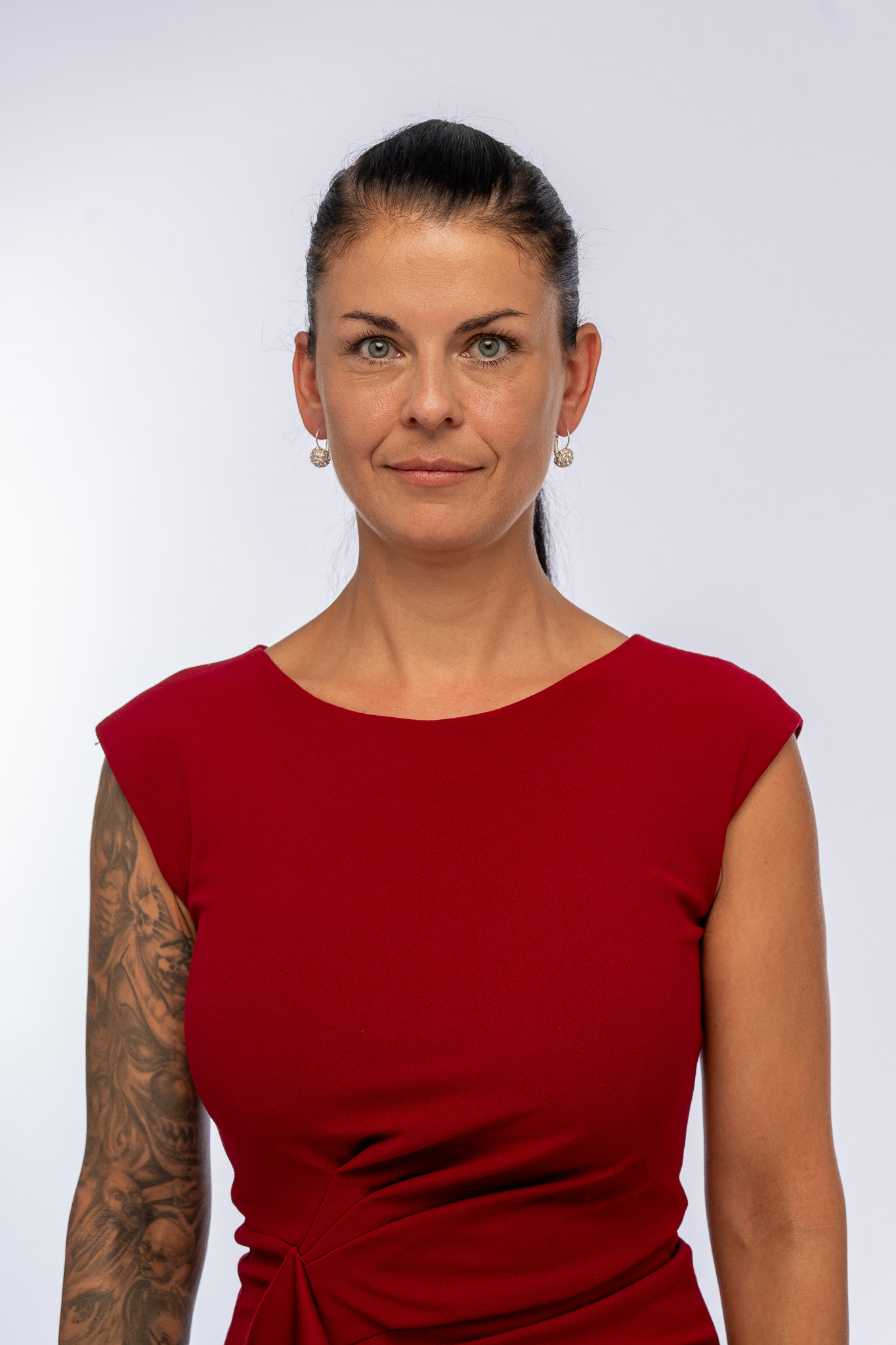
Dagmar Häusler (2024)

Dagmar Häusler (* 13. Dezember 1983 in Salzburg) ist eine österreichische Politikerin (MFG). Seit dem 23. Oktober 2021 ist sie Abgeordnete zum Oberösterreichischen Landtag.

## Ausbildung und Beruf
Dagmar Häusler besuchte nach der Volksschule in Puch bei Hallein die Hauptschule in Tamsweg und im Schuljahr 1998/99 die dortige Handelsschule. Anschließend absolvierte sie eine Lehre zur Drogistin bei der Ökopharm Forschungs- und Entwicklungs GmbH, die sie 2002 mit der Lehrabschlussprüfung abschloss. Danach war sie als Drogistin tätig. 2009 legte sie die Berufsreifeprüfung ab und begann ein Bachelorstudium für Biomedizinische Analytik an der Fachhochschule Salzburg, das sie 2012 mit einer Bachelorarbeit zum Thema Diagnostik von bakterienassoziierten Gelenkentzündungen in der Synovia. Befunde in Zusammenschau: Mikroskopische Synovia-Analyse, Zellblocktechnik, Mikrobiologie und Histologie als Bachelor of Science abschloss.
Nach dem Studium arbeitete sie bis 2015 als leitende Biomedizinische Analytikerin unter anderem im Labor der Universitätsklinik für Urologie und Andrologie in Salzburg. Nach einer Elternkarenz von 2015 bis 2019 mit zwei Kindern (geboren 2015 und 2017) war sie 2020/21 Biomedizinische Analytikerin am Labor Krankenhaus Oberndorf bei Salzburg.

## Politik
Bei der Landtagswahl in Oberösterreich 2021 kandidierte Häusler im Landtagswahlkreis Innviertel für die im Februar 2021 von ihr mitgegründete Partei MFG–Österreich Menschen – Freiheit – Grundrechte, die 6,23 Prozent der gültigen Stimmen erreichte und damit mit drei Mandaten – neben Häusler Spitzenkandidat Joachim Aigner sowie Klubobmann Manuel Krautgartner – den Einzug in den Oberösterreichischen Landtag schaffte.
In der MFG wurde sie außerdem Schriftführerin im Bundesvorstand und Bundesgeschäftsstellenkoordinatorin. Am 23. Oktober 2021 wurde Häusler in der konstituierenden Sitzung der XXIX. Gesetzgebungsperiode als Abgeordnete zum Oberösterreichischen Landtag angelobt. Im Landtag ist sie Mitglied in den Ausschüssen für besondere Verwaltungsangelegenheiten, für Gesundheit und Soziales, für Umwelt sowie für Gesellschaft.

## Positionen
Dagmar Häusler ist für ihre Partei gesundheitspolitische Sprecherin. Während und nach der COVID-19-Pandemie in Österreich kritisierte sie die Maßnahmen zur Pandemiebekämpfung und hielt das Kindeswohl für gefährdet, wenn Kinder geimpft würden. Der Gesundheitswirtschaft steht sie grundsätzlich kritisch gegenüber: „Statt Gesundheit zu fördern, ist Krankheit zum Geschäft geworden.“ Als MFG-Beauftragte für Tierwohl trat sie für eine Erhöhung der Landeszuschüsse für die Kastration von streunenden Katzen ein. In der Bildungspolitik setzt sie sich für mehr Lehrkräfte in Schulen sowie für häuslichen Unterricht ein.

## Publikationen
- (mit Joachim Aigner und Manuel Krautgartner): Sicha ned! Freiheit wird aus Mut gemacht. Vierviertler Medien, Ried im Innkreis 2024, ISBN 978-3-200-09919-7.